# 五言古詩
五言古詩是中國古代古体诗體裁的一種，全篇由五字句構成。與近體詩（絕句、律詩）相異的是，五言古詩不講求對仗、平仄和句數。

## 起源
漢代以前，偶有五言的詩句，但沒有完整的五言詩。五言詩是在兩漢民謠和樂府民歌中首先產生和發展起來的。據《物理論》記載秦代民歌，及《漢書·五行志》、《尹賞傳》索引西漢成帝時歌謠，已為完整的五言形式；東漢時五言歌謠繼續產生，並被採入樂府，其中如《陌上桑》、《江南可採蓮》等，已是比較成熟的五言作品。
文人五言詩始於何時，前人的看法頗不一致。舊傳西漢枚乘、李陵、蘇武、班婕妤等人的五言作品，實際上不可靠。今存最早的文人的五言詩當為東漢班固的《詠史》：
咏史
三王德弥薄。惟后用肉刑。太苍令有罪。就递长安城。自恨身无子。困急独茕茕。小女痛父言。死者不可生。上书诣阙下。思古歌鸡鸣。忧心摧折裂。晨风扬激声。圣汉孝文帝。恻然感至情。百男何愦愦。不如一缇萦。
鍾嶸《詩品》說他「質木無文」，這說明文人初學五言詩體，技巧還很不熟練。

## 興起原因
五言詩取代四言詩的地位，因四言字少，較難把意思表達得完美。鍾嶸《詩品序》指出，四言詩「每苦文繁而意少」。五言詩比四言詩多一個字，較易容納雙音詞以至三音詞，能配合詞彙的發展。古代歌、詩關係密切，樂曲日趨豐富繁複，五言詩的音節富於變化，亦較能與音樂配合。

## 發展
東漢張衡《同聲歌》、秦嘉《贈婦詩》和趙壹《疾邪歌》等，表現技巧日趨成熟。汉顺帝、汉桓帝之时，黄门郎秦嘉所作《贈婦詩》或为最早的五言赠答爱情诗，且为“婉约诗”之祖。東漢佚名《古詩十九首》的出現，標誌着五言古詩已經達到成熟階段。
五言詩到曹植筆下而擴大其範圍，無所不寫。至建安和魏晉南北朝時期，五言詩已「居文辭之要」，成為最盛行的詩體，出現了大批名作，逐步取代了四言詩的正統地位，成為古典詩歌的主要形式。初唐以後，產生了近體詩，其中即有五言律詩、五言絕句。唐代以後的五言詩便通稱為「五言古詩」或「五古」。
歷代偉大的詩人往往採用五古的體裁，作為立意最高的表現工具。李白說「七言不如五言」，元好問亦以五言為詩的正宗。明清時，詩人寫「詠懷」、「寓感」、「讀史」等題材時，多用五古，作品比同一詩人的其他詩歌，往往更具氣勢。